# سومدنگ
سومدنگ (اندونزیایی: Sumedang) شهری در استان جاوه غربی کشور اندونزی است. جمعیت این شهر بر اساس سرشماری سال ۱۹۹۰ میلادی، ۴۶٫۳۳۴ نفر و بر اساس سرشماری سال ۲۰۰۰ میلادی، ۱۴۵٫۴۴۷ بوده که در سال ۲۰۰۷ میلادی به ۲۴۱٫۷۰۲ نفر افزایش یافته‌است.